# زمان در آنتیگوآ و باربودا
زمان در آنتیگوآ و باربودا (انگلیسی: Time in Antigua and Barbuda) ساعت رسمی در کشور آنتیگوا و باربودا است. این زمان چهار ساعت از زمان هماهنگ جهانی (UTC−۰۴:۰۰) عقب است. آنتیگوا و باربودا تنها یک منطقه زمانی دارد و از ساعت تابستانی استفاده نمی‌کند.